# Pleuropogon refractus
Pleuropogon refractus là một loài thực vật có hoa trong họ Hòa thảo. Loài này được (Gray) Benth. ex Vasey miêu tả khoa học đầu tiên năm 1883.